# عيدية ميثا
عيدية ميثا (بالإنجليزية: Maitha’s Present) هو فيلم تلفزيوني إماراتي من إنتاج قناة الشارقة، تم عرضه في عام 2009، وأخرجه هاني الشيباني، ومن تأليف عائشة سالم، وبطولة حبيب غلوم، فاي، إيمان حسين، عبد الحميد البلوشي، فاطمة حسين، هدى الغانم، ومحمد السعدي.
تولّى حاتم صلاح الدين مهام المخرج المنفذ والمونتاج، وتم تنفيذ العمليات الفنية عبر ليالينا للإنتاج السينمائي، وكان الإنتاج المنفذ من تنفيذ أفلام صقر الصحراء.

## القصة
تدور أحداث الفيلم حول الطفلة "ميثا"، التي تنتظر في صباح أول أيام العيد "عيديتها" من والدها، كما تعوّدت كل عام، لكن والدها لا يأتي. يبدأ التوتر والقلق في التصاعد داخل الطفلة، بينما تحاول عائلتها التخفيف عنها، وتُروى القصة من منظور إنساني، يعكس مشاعر الأطفال حين يغيب أحد الوالدين في مناسباتهم الخاصة.
يُظهر الفيلم الجانب العاطفي للعلاقة بين الأب وابنته، من خلال تسليط الضوء على الانتظار والترقب في صباح العيد، وأثر الغياب المفاجئ على عقلية الطفل ومشاعره.
الفيلم ينتمي إلى سلسلة من السهرات الاجتماعية التي أُنتجت خصيصًا لتُعرض على شاشة قناة الشارقة خلال موسم رمضان، ويتميّز بأسلوبه البسيط ورسائله الإنسانية المباشرة.

## طاقم التمثيل
- حبيب غلوم
- فاي
- إيمان حسين
- عبد الحميد البلوشي
- فاطمة حسين
- هدى الغانم
- محمد السعدي[3]

## الفريق الفني
- تأليف: عائشة سالم[3]
- إخراج: هاني الشيباني[1]
- مخرج منفذ / مونتاج: حاتم صلاح الدين[4]
- مدير إنتاج: عادل الراي
- مدير تصوير: محمد شرجاوي
- عمليات فنية: ليالينا للإنتاج السينمائي
- منتج منفذ: أفلام صقر الصحراء – إشراف: هاني الشيباني[2]
- إنتاج: قناة الشارقة[5]

## العرض
تم عرض الفيلم في عام 2009 ضمن سهرات تلفزيونية من إنتاج قناة الشارقة، وقد ركّز العمل على تقديم قضايا مجتمعية من خلال مشاهد درامية بسيطة وبأسلوب واقعي. كما نُشر عن الفيلم في أكثر من مصدر صحفي، مشيدين بقدرته على التعبير عن مشاعر الطفولة، والتصوير المتقن، والإخراج الهادئ.

## روابط خارجية
- صفحة الفيلم على موقع السينما.كوم
- مشاهدة الفيلم على يوتيوب
- مقال الخليج
- مقال البيان (2008)
- مقال البيان (2010)
- Maitha’s Present على IMDb